# 杖與劍的魔劍譚
《杖與劍的魔劍譚》是由大森藤野擔任原作，青井聖負責作畫的日本漫畫，開始連載於《別冊少年Magazine》2021年1月號，漫畫開始連載當日，在YouTube公開由松岡禎丞配音的宣傳片。

## 劇情簡介
在這個魔法至上主義的世界，魔法即為權威、力量。只有魔法的才能值得被尊重，而無法使用魔法的人，則會被稱為吊車尾加以恥笑。少年「威爾・賽爾佛特」進入魔法學院學習。然而個性努力認真的他，卻有個致命性的弱點，那就是「他完全無法使用魔法」。學校同學跟老師都用冷漠的眼神看待他，儘管威爾有時候內心感到挫折，但還是堅強地朝自己的道路向前邁進。他持劍在這個魔法至上主義的世界中，持續戰鬥到底。深信著只有自己具備的力量。也為了守護與最重要的人立下的約定。少年用劍挑戰魔法。杖與劍交會的魔劍譚在此揭開序幕。

## 登場人物

### 主要人物
威爾·賽爾佛特（聲：天崎滉平／日向未南（幼年））
戴着圆眼镜的16岁少年。勤工俭学（半工半讀），有在酒馆打工。就读于利加甸魔法学院六年级，却没有魔法资质，被称为“笔杆子（書呆子）优等生”遭人嘲弄。拥有魔导士不具备的怪力，以及能与土之民媲美的强韧，还有一眼就能掌握敌人动向的洞察力，是这个魔法世界中唯一的“战士”。因为放不下幼年时，与愛尔法利亚的约定，为了能与喜欢的她在一起，每天依靠手中之剑赚取学分，立志成为最强的魔法使“至高的五杖”。雖然不會使用魔法，但他非常聰明，是一位技藝高超的劍士，只要目睹對手的攻擊（物理或魔法）一次就能進行反擊。後來他發現自己擁有可以吸收魔法的力量，並將其灌注入他的劍中，最終學會了透過從記憶中汲取力量，靠自己注入魔法，並能夠複製他以前使用過的任何魔法劍。畢業後登塔展示自身的能力，並想加入愛爾法利亞的冰之派閥，卻被澤奧招收，與莉亞娜成為雷之派閥的一員。
愛爾法利亞·亞爾維斯·賽爾佛特（聲：關根明良）
威尔的青梅竹马，与他在同一家孤儿院长大，昵称是“愛尔菲”。小时候与威尔约定一起成为“至高的五杖”，凭借自己出类拔萃的才能先行一步，成为获这一殊荣的最年轻者，以“深窗的冰姬”的称号闻名。擁有罕見的魔法才能，幾乎掌握了所有水屬性和冰屬性的魔法，是個天才。被稱為“冰姬之杖”的女人。即便成為至高的五杖後，依然總是從塔的視窗守望著威爾。由於她的能力和絕世美貌，在學院中頗受歡迎。然而，她的真面目總是只想著自己心愛的威爾，如果放任不管，她就會過著自我放縱的生活，顯示她和以威爾為模型的娃娃睡覺，並公開承認她的愛，因為她對塔內的事情沒有興趣，幾乎所有的時間都花在睡覺上。雖然她在塔樓事務上幾乎不活躍，但無論過去或現在，她在威爾的事情上都非常活躍。也深深嫉妒其他與威爾親近或被他吸引的人，比如愛莉絲聲稱她可以接納威爾，或者澤奧聲稱威爾屬於他的派系，在這兩種情況下猛烈抨擊，她的嫉妒顯而易見。

### 利加甸魔法學院

#### 學生
珂蕾特·羅瓦爾（聲：天野聰美）
威尔的同班同学，温柔的优等生，落魄贵族羅瓦爾家的獨生女，是其家族中的合法繼承人（過去的羅瓦爾家族是著名的魔法世家，但現在已經沒落了）。擅長土魔法的優秀魔導士學生，主要弱點是精確的魔法控制。喜欢威尔，将他的努力一一看在眼里，由於和威爾在一起，她知道身處谷底卻仍努力堅持下去是什麼感受，因此会为他打抱不平。是威爾的唯一朋友和盟友，她也不惜採取大膽的行動，常常被威爾直率的言行攪得臉紅。也深深嫉妒威爾的青梅竹馬愛爾法利亞；畢業後登塔加入土之派閥。
席翁·亞爾斯塔（聲：水中雅章／松岡美里（幼年））
出身於以火焰魔法聞名的名門亞爾斯塔家族。他總是身著貴族專屬的品牌服飾，魔法技能在六年級生中也是頂尖的，因此在學校中是一個備受矚目的優等生。與同學們一起欺負不會使用魔法的威爾，傲慢且自尊心強，實際上他也在背地裡努力著，在見證了威爾的真正力量，並在魔法大祭期間與他戰鬥後，他開始將威爾視為對手，並因此努力變得更強。對珂蕾特有感情，但沒有回報，畢業後登塔加入炎之派閥。
尤里烏斯·連恩伯格（聲：柿原徹也）
魔法學院六年級的優等生，入選了前三強的高手。他擅長使用冰魔法，具有學習高階魔法的天賦。作為同樣使用冰魔法的使者，他立志成為“至高五杖魔導·溫迪”愛爾法利亞·亞爾維斯·賽爾佛特的繼承者。傲慢且自尊心極高，對那些在他看來不如自己的人，會徹底加以輕視。畢業後登塔加入冰之派閥。最終被破滅之書的殘黨謝德製成傀儡的愛瑪殺害。臨終前製造冰鳥並命令其盤旋在兇手的上空，讓威爾等人得以發現潛入城內的惡者成員。
莉亞娜·歐文沙斯（聲：Lynn）
魔法學院六年級的頂尖學生，她不顧一切地想盡一切努力讓自己變得更強，被譽為“完美才女”，但有極度貪吃的一面。出身於騎士家族歐文索斯家，因此作為魔導士，她不同尋常地使用白兵戰。在任何情況下都能保持冷靜沉著。她不驕傲自滿，深刻理解自己的地位。在許多學生輕視威爾無能的同時，她卻能公正地評價他的能力。擅長近距離戰鬥，使用魔法賦予她爆發性的攻擊速度，由於戰鬥方式，家族中的許多人都壽命短暫，並日漸衰落。她的目的是為了防止家族覆滅。畢業後登塔，她與威爾一起加入雷之派閥。
伊格諾爾·林德爾（聲：河西健吾）
魔法學院六年級的前三名之一，是一位擁有高魔力的精靈族。擅長風屬性魔法和幻想魔法。他很公正地評價他人，但因為不富於情感，說話有些直接。有很強的同胞意識，堅守精靈的傳統，只與認可的人有肌膚之親。後來意識到瞧不起別人是他試圖欺騙自己的方式，讓他相信自己並不弱，渴望變得更強大，然而其他精靈不斷的消極情緒和自我厭惡使他一事無成，受到威爾的支持並相信他，幫助他克服自我恐懼去追求自己的夢想。畢業後登塔加入妖聖派閥，然後被艾爾諾親自給他套上了項圈。
愛莉絲·X·斯特拉瑪里斯（聲：大久保瑠美）
有一頭淺色的長髮，在利加甸魔法學院喬裝時，化名“愛莉絲·邱吉爾”，她把頭髮紮成兩個麻花辮，並戴著眼鏡，穿著學院制服。她不會瞧不起不能使用魔法的人，還表示只要有用，無論是否會使用魔法，都會尊重他們。但個性很嚴肅。真實身份是發掘「至高的五杖」的成員，尋找有前途的人才並邀請他們來到塔樓。從愛爾法利亞·亞爾維斯·賽爾佛特那裡聽說威爾後，她對威爾產生了興趣而迷戀他。
奇奇（聲：稻瀨葵）
威尔的使魔。當威爾前往地牢時，它會用其出色的嗅覺來支援戰鬥。雖然它不能說話，但作為夥伴，總是緊貼威爾的心。
戈登·瓦雷（聲：浦和希）
與席翁一起欺負不會使用魔法的威爾。畢業後登塔加入炎之派閥。
利利爾·馬爾斯（聲：大野智敬）
與席翁一起欺負不會使用魔法的威爾。畢業後登塔加入炎之派閥。
盧奈斯·阿雷托（聲：高橋伸也）
利加甸魔法學院的學生。
喬魯亞·莫瑞恩（聲：田丸篤志）
利加甸魔法學院的學生。
羅斯提·納曼（聲：？？？？）
是利加甸魔法學院的學生，也是威爾的朋友兼室友。是一位長相秀氣的魔工師，會製作魔法物品供威爾使用。
蘿賽·普雷奈特（聲：河瀨茉希）
利加甸魔法學院的學生，她擁有深色頭髮和棕褐色的皮膚，擁有矮人的血統，也是珂蕾特的室友。畢業後登塔加入土之派閥。
麥克·麥烏斯（聲：高坂篤志）
利加甸魔法學院的學生，擔任魔導大祭的播音員，在比賽期間公開批評愛德沃老師，並抱怨他自己必須和他一起實況轉播，在愛德沃威脅他後，很快就向對方道歉。儘管如此，他還是很好地完成了大賽播音員的職責。他也很貪婪，聲稱自己把所有的錢都押在伊格諾爾會獲勝。當伊格諾爾獲勝時，他的眼睛裡有金錢的跡象。畢業後登塔加入暗之派閥。
帕姆·斯諾克（聲：手塚弘道）
利加甸魔法學院的學生。
弗利普·馬爾托（聲：大野智敬）
利加甸魔法學院的學生。
艾瑪·克萊弗（聲：鈴代紗弓）
利加甸魔法學院的學生。畢業後登塔加入風之派閥。後來被謝德製成傀儡。

#### 教職員
瓦克納·諾格拉姆（聲：關智一）
利加甸魔法学院的教師。負責“魔法生物學”。雖然授課非常嚴格，但會透過補課來關照學生，這是出於對學生的慈愛。在學院內是為數不多的理解威爾的人，他讓從地下城歸來的威爾，能得到一些幫助和賺取學分的提示，這也顯示了他的寬容一面，但作為魔導士的能力是很高的。
愛德沃·賽爾芬斯（聲：遊佐浩二）
利加甸魔法学院的教師。負責“暗黑魔法學”和“魔源學史”。堅信魔法至上主義，對不能使用魔法的威爾態度冷淡，對他特別嚴厲，事實上他是一位關心學生的老師，之所以對威爾如此嚴格，就是為了迫使他選擇不同的道路。並不介意自己被討厭。不僅能自由操控高階咒語，甚至能將低階咒語應用出強烈的攻擊，作為魔導士的技藝是一流的。曾經攀登過高塔，接近過“至高的五杖”，也是“到達者”之一。
伊麗莎·諾斯費拉圖（聲：小清水亞美）
利加甸魔法学院的教師。有一頭中等長度的深色頭髮。她穿著露肩深色服裝，戴著玫瑰形狀的髮飾。
布魯諾·馬庫斯（聲：高橋伸也）
利加甸魔法学院的教師。之後被破滅之書的無頭所殺
珂德倫·阿努布（聲：鈴木黎子）
利加甸魔法学院的校長，是一位有著淺色長髮的老婦人。她穿著淺色和深色的長袍，戴著尖頂帽子，戴著項鍊。性格與其他人不同，不會瞧不起那些不會使用魔法的人，因為她知道世界的未來，需要聰明的人去開創道路。事實上，校長的外表是因老化魔法而產生的外貌，原本的外表是一位看起來很年輕的美麗女子。她已經透過魔法戰勝衰老，也被稱為「永保青春的魔女」。

### 魔導央都的居民
多南（聲：杉崎亮）
對威爾很友善的中年矮人。
吉娜（聲：八百屋杏）
在郊區「貧民樂園街」經營酒館‘母雞與豌豆館’的矮人女性，僱用威爾作為兼職服務生。羅斯提也會一起去幫忙。

### 魔法師之塔
卡里奧特·因斯蒂亞·懷斯曼（聲：福山潤）
「至高的五杖」的成員，掌握了所有火屬性和炎屬性的魔法。永遠閉著眼睛的年輕人。他駁回了愛莉絲向塔樓的他們推薦威爾，主要認為這是不可能的。被稱為“炎帝之杖”的青年。領導炎之派閥。席翁畢業後登塔受其招收，成為炎之派閥的一員。
澤奧·托爾宙斯·萊茵波爾多（聲：古川慎）
「至高的五杖」的成員，掌握了所有雷屬性和電屬性的魔法。有著野獸模樣的青年。除了愛爾法利亞之外，他是唯一一個認為愛莉絲推薦威爾是很有趣的人才。被稱為“雷公之杖”的青年。領導雷之派閥。威爾畢業後登塔，他察覺到這個男孩的潛力，並在一場剪刀石頭布遊戲中擊敗愛爾法利亞，將他招入自己的派系。
艾爾諾·利歐斯·阿爾弗（聲：雨宮天）
「至高的五杖」的成員，掌握了所有奇幻魔法（Fantasy Magic）和普通魔法。擁有讓人聯想到精靈的長耳朵的女性。她反對愛莉絲推薦威爾，表現出除了自己之外的「至高的五杖」都是低劣的種族。被稱為“妖聖之杖”的女人。是伊格諾爾在故鄉被相同乳母養大的義妹；伊格諾爾畢業後登塔受其招收，成為妖聖派閥的一員，然後她親自給他套上了項圈。
亞隆·馬斯特里亞斯·歐爾德金（聲：大塚芳忠）
因深入地下城探險，而長期離開的「至高的五杖」最後一名成員。五杖中的至尊之王，掌握了光屬性的魔法。被稱為“光皇之杖”的老人。領導光之派閥。
芬恩（聲：田村睦心）
小人族，也是負責在地下城中帶路的「光之一族」。與魔法學院和至高五杖有直接的關聯。塔負責管理「杖」，而芬恩則管理「劍」。與光皇之杖亞隆·馬斯特里亞斯·歐爾德金一同深入地下城探險。
羅格韋爾（聲：大塚明夫）
擔任卡里奧特副官的中年男子，雙眼都纏著繃帶。
羅濟·霍蘭德（聲：田丸篤志）
炎之派閥探子，有一頭深色短髮。他穿著火派制服，作為一名火派斥候非常勤奮，他命令其他斥候仔細觀看每場比賽，以確保他們發現任何潛在的金蛋，來招募到炎之派閥中。後來他對威爾如何發現和處理陷阱感到驚訝。後來對於席翁在比賽中，召喚守護者感到驚奇，並察覺到有甚麼事或人使他成長。
吉爾福德
雷之派閥副官。
薩莉莎·阿費爾德（聲：清水彩香）
冰之派閥中，擔任愛爾法利亞副官的高級魔法師，並且是下一任冰之派閥幕僚的首選人選。
菲兒葳絲·夏利亞（聲：金元壽子）
妖聖派閥副官。艾爾諾的助手之一，有著黑色長髮、戴著遮住眼睛的面具的女性。
蕾菲亞·維里迪斯（聲：木村珠莉）
妖聖派閥副官。艾爾諾的助手之一，在與菲兒葳絲的互動中，有時會揶揄艾爾諾。
克魯茲·哈隆
塔樓第一層「無色之庭」參議院的首腦。他穿著沒有任何派系顏色的製服（俗稱白衣）。有一個克羅伊茨研究所。他是解剖學的絕對信徒，有著瘋狂科學家的外表。在塔內，白衣基本上被視為不屬於任何派系的人員，但也是魔法研究的最前線，進行研究和開發。
・塞拉
塔中的高級法師。不屬於任何派系，被稱為「調解人」。

### 破滅之書
本作主要反派，企圖殺死「至高的五杖」以打破結界。
無頭（聲：？？？？）
本作反派，外表是一個沒有頭部，頸部以上是黑色火焰的人。破滅之書的殘黨。
馬爾澤（聲：岡本信彥）
本作反派，外表是一個身穿罩袍、配戴面具的男性。破滅之書的殘黨。
謝德
本作反派，職業為「傀儡士」。破滅之書的殘黨。把艾瑪製成傀儡的元兇，也是操縱成為傀儡的艾瑪殺死尤里烏斯的幕後黑手。

### 其他
旁白（聲：田村睦心）
擔任故事劇情的解說。

## 出版書籍

### 漫畫
| 卷數 | 講談社        | 講談社                 | 東立出版社    | 東立出版社             |
| 卷數 | 發售日期      | ISBN                   | 發售日期      | ISBN                   |
| ---- | ------------- | ---------------------- | ------------- | ---------------------- |
| 1    | 2021年4月9日  | ISBN 978-4-06-522519-6 | 2022年2月17日 | ISBN 978-957-26-8223-4 |
| 2    | 2021年8月6日  | ISBN 978-4-06-524474-6 | 2023年8月18日 | ISBN 978-957-26-9449-7 |
| 3    | 2021年12月9日 | ISBN 978-4-06-526275-7 |               |                        |
| 4    | 2022年4月8日  | ISBN 978-4-06-527520-7 |               |                        |
| 5    | 2022年9月9日  | ISBN 978-4-06-529143-6 |               |                        |
| 6    | 2023年1月6日  | ISBN 978-4-06-530335-1 |               |                        |
| 7    | 2023年6月8日  | ISBN 978-4-06-531874-4 |               |                        |
| 8    | 2023年10月6日 | ISBN 978-4-06-533145-3 |               |                        |
| 9    | 2024年2月8日  | ISBN 978-4-06-534548-1 |               |                        |
| 10   | 2024年6月7日  | ISBN 978-4-06-535800-9 |               |                        |
| 11   | 2024年11月8日 | ISBN 978-4-06-537045-2 |               |                        |
| 12   | 2025年3月7日  | ISBN 978-4-06-538727-6 |               |                        |
| 13   | 2025年7月9日  | ISBN 978-4-06-539994-1 |               |                        |

### 前傳小說
《杖と剣のウィストリア グリモアクタ -始まりの涙-》大森藤ノ(著)・夕薙(插畫)・2024年7月14日發售・SBクリエイティブ・ISBN 978-4-8156-2639-6

## 電視動畫
改編電視動畫與2024年7月至9月播放，第1季播完後宣布製作第2季，預定於2026年播出。

### 製作人員
- 原作：大森藤野
- 導演、劇本統籌、劇本：吉原達矢
- 人物設定、總作畫監督：小野早香
- 動畫製作：Actas、BN Pictures[3]
- 製作：「杖與劍的魔劍譚」製作委員會

### 主題曲
第1季
片頭曲Fire and Fear
主唱：PENGUIN RESEARCH，作詞、作曲、編曲：堀江晶太
片尾曲Frozen
主唱：TRUE，作詞：唐澤美帆，作曲：堀江晶太，編曲：岡村大輔、堀江晶太

### 各話列表
| 第1話  | 宛若一把劍       | 吉原達矢           | 吉原達矢、吉本雅一   | 伊藤岳史、小島繪里、阿部宗孝                                                                                | 2024年 7月7日 |
| 第2話  | 不屈不撓         | 臼井貴彦、椅子汰   | 臼井貴彦             | 高橋晃、高見明男、楊鋭、王世林、謝佳佳                                                                      | 7月14日       |
| 第3話  | Order ＆ Watcher | 种村绫隆           | 种村绫隆             | 北条真纯、小岛绘里、普津泽时卫门、王世林、谢佳佳                                                            | 7月21日       |
| 第4話  | 大祭前夜         | 池田成             | 小島隆史             | 稻垣茉莉子                                                                                                  | 8月4日        |
| 第5話  | 當號砲響起       | 安部保仁           | 安部保仁             | 高橋晃、高見明男、米山浩平、尾崎正幸、王世林、謝佳佳、陳婷婷                                                | 8月11日       |
| 第6話  | 矜持與熱情之間   | 中野英明           | 中野英明             | 北條真純、普津澤時衛門、實原登、陳婷婷、小腦警長、伊藤岳史                                                  | 8月18日       |
| 第7話  | 十二冰祕法       | 臼井貴彥           | 臼井貴彥             | 高見明男、高橋晃、南原孝衣子、平岡雅樹、加瀨幸治、葛運禕、茅奕悅、楊中英                                    | 8月25日       |
| 第8話  | Shall we date？  | 榎田敬宏           | 榎田敬宏             | 黄鶴亭、陳晟、寒冬一击、謝佳佳、吳桐、王壺凡、李欣然、五角、方滿、謝小龍、王潤雨、北條真純                  | 9月1日        |
| 第9話  | 實習開始         | 土上樹             | 小島隆史             | 高橋晃、高見明男、米山浩平、尾崎正幸、王世林、葛歡、葛運禕、何文                                            | 9月8日        |
| 第10話 | 我們的夢想       | 吉原達矢           | 吉本雅一             | 小島繪里、伊藤岳史、李欣然、Song Hyun-joo、Baek Yeonju、Lee Sung-Hi、BAE JEEUN、Choi Eunyoung、KIM JEONGNIM | 9月15日       |
| 第11話 | 膽小鬼的真名     | 田中宏紀           | 高田昌宏、水野健太郎 | 高橋晃、高見明男、米山浩平、尾崎正幸、平岡雅樹、田村萬有、侯松岑、吳美欣、茅奕悅、陳嶺、何文                | 9月22日       |
| 第12話 | 杖與劍           | 中野英明、臼井貴彦 | 中野英明、臼井貴彦   | 伊藤岳史、岩岡優子、北條真純、普津澤時衛門、李柱學                                                          | 9月29日       |

### BD
| 卷數  | 發售日期       | 收錄話數     | 規格編號  |
| 第1季 | 第1季          | 第1季        | 第1季     |
| ----- | -------------- | ------------ | --------- |
| 上    | 2024年11月27日 | 第1話—第6話  | BCXA-1961 |
| 下    | 2025年2月26日  | 第7話—第12話 | BCXA-1962 |

## 外部連結
- 漫畫連載網站（日語）
- 杖與劍的魔劍譚的X（前Twitter）（日語）
- 電視動畫《杖與劍的魔劍譚》官方網站（日語）